# Gasa (poesía)
Gasa (o Kasa) era una forma de poesía popular durante la dinastía Joseon en Corea. Los gasas solían cantar y eran populares entre las mujeres yangban. Se considera que Jeong Cheol, un poeta del siglo XVI, había perfeccionado la forma, que consistía en líneas paralelas, cada una dividida en dos unidades de cuatro sílabas. La forma había surgido por primera vez durante el período de Goryeo.
En el coreano moderno, la palabra también es sinónimo de «letras de una canción» en el contexto de la música moderna, una etimología que se comparte con el japonés y el chino.